# とまこまい広域農業協同組合
とまこまい広域農業協同組合（とまこまいこういきのうぎょうきょうどうくみあい、英称：JA Tomakomaikouiki ）は北海道勇払郡厚真町に本所を置く農業協同組合である。略称はJAとまこまい広域。当農業協同組合の営業範囲は胆振東部の一円で、厚真町・苫小牧市・白老町・安平町・むかわ町（旧穂別町の範囲のみ）である。

## 概要
- 2001年（平成13年）に白老町農協（JAしらおい）、苫小牧市農協（JA苫小牧市）、早来町農協（JAはやきた）、厚真町農協（JAあつま）、追分町農協（JA追分）、穂別町農協（JAほべつ）の6農協（JA）の合併によって設立。
- 2002年（平成14年）5月31日に、胆振酪農専門農協から事業譲受する。
- 胆振東部地方の大半を営業区域としている。
- 安平町（旧追分町、早来町）のアサヒメロンや、白老牛等が特産品である。日本では珍しい小麦の生産も盛んである。
  - 正組合員数　1,004名
  - 准組合員数　4,038名

## 事務所の一覧
カッコ内は所在地
- 本所・厚真支所（勇払郡厚真町錦町10-2）
- 上厚真事業所（勇払郡厚真町上厚真246）
- 苫小牧支所（苫小牧市若草町5丁目5-3）
- 白老支所（白老郡白老町本町1丁目7-4）
- 早来支所（勇払郡安平町早来栄町173-5）
- 追分支所（勇払郡安平町追分本町1丁目53）
- 穂別支所（勇払郡むかわ町穂別55）